# Llista d'asteroides/195101-195200
| Nom      | Designació provisional | Data de descobriment | Lloc de descobriment | Descobridor/s |
| -------- | ---------------------- | -------------------- | -------------------- | ------------- |
| 195101 - | 2002 CY129             | 7 de febrer de 2002  | Socorro              | LINEAR        |
| 195102 - | 2002 CB130             | 7 de febrer de 2002  | Socorro              | LINEAR        |
| 195103 - | 2002 CE130             | 7 de febrer de 2002  | Socorro              | LINEAR        |
| 195104 - | 2002 CN130             | 7 de febrer de 2002  | Socorro              | LINEAR        |
| 195105 - | 2002 CC132             | 7 de febrer de 2002  | Socorro              | LINEAR        |
| 195106 - | 2002 CN132             | 7 de febrer de 2002  | Socorro              | LINEAR        |
| 195107 - | 2002 CL133             | 7 de febrer de 2002  | Socorro              | LINEAR        |
| 195108 - | 2002 CN135             | 8 de febrer de 2002  | Socorro              | LINEAR        |
| 195109 - | 2002 CN136             | 8 de febrer de 2002  | Socorro              | LINEAR        |
| 195110 - | 2002 CN137             | 8 de febrer de 2002  | Socorro              | LINEAR        |
| 195111 - | 2002 CQ137             | 8 de febrer de 2002  | Socorro              | LINEAR        |
| 195112 - | 2002 CU137             | 8 de febrer de 2002  | Socorro              | LINEAR        |
| 195113 - | 2002 CF139             | 8 de febrer de 2002  | Socorro              | LINEAR        |
| 195114 - | 2002 CU139             | 8 de febrer de 2002  | Socorro              | LINEAR        |
| 195115 - | 2002 CW140             | 8 de febrer de 2002  | Socorro              | LINEAR        |
| 195116 - | 2002 CD143             | 9 de febrer de 2002  | Socorro              | LINEAR        |
| 195117 - | 2002 CT143             | 9 de febrer de 2002  | Socorro              | LINEAR        |
| 195118 - | 2002 CP144             | 9 de febrer de 2002  | Socorro              | LINEAR        |
| 195119 - | 2002 CH145             | 9 de febrer de 2002  | Socorro              | LINEAR        |
| 195120 - | 2002 CG146             | 9 de febrer de 2002  | Socorro              | LINEAR        |
| 195121 - | 2002 CB154             | 9 de febrer de 2002  | Kitt Peak            | Spacewatch    |
| 195122 - | 2002 CZ156             | 7 de febrer de 2002  | Socorro              | LINEAR        |
| 195123 - | 2002 CG157             | 7 de febrer de 2002  | Socorro              | LINEAR        |
| 195124 - | 2002 CW157             | 7 de febrer de 2002  | Socorro              | LINEAR        |
| 195125 - | 2002 CX158             | 7 de febrer de 2002  | Socorro              | LINEAR        |
| 195126 - | 2002 CY158             | 7 de febrer de 2002  | Socorro              | LINEAR        |
| 195127 - | 2002 CZ158             | 7 de febrer de 2002  | Socorro              | LINEAR        |
| 195128 - | 2002 CH159             | 7 de febrer de 2002  | Socorro              | LINEAR        |
| 195129 - | 2002 CJ159             | 7 de febrer de 2002  | Socorro              | LINEAR        |
| 195130 - | 2002 CY159             | 8 de febrer de 2002  | Socorro              | LINEAR        |
| 195131 - | 2002 CP163             | 8 de febrer de 2002  | Socorro              | LINEAR        |
| 195132 - | 2002 CT163             | 8 de febrer de 2002  | Socorro              | LINEAR        |
| 195133 - | 2002 CO168             | 8 de febrer de 2002  | Socorro              | LINEAR        |
| 195134 - | 2002 CR168             | 8 de febrer de 2002  | Socorro              | LINEAR        |
| 195135 - | 2002 CE171             | 8 de febrer de 2002  | Socorro              | LINEAR        |
| 195136 - | 2002 CK172             | 8 de febrer de 2002  | Socorro              | LINEAR        |
| 195137 - | 2002 CA177             | 10 de febrer de 2002 | Socorro              | LINEAR        |
| 195138 - | 2002 CG179             | 10 de febrer de 2002 | Socorro              | LINEAR        |
| 195139 - | 2002 CH181             | 10 de febrer de 2002 | Socorro              | LINEAR        |
| 195140 - | 2002 CP187             | 10 de febrer de 2002 | Socorro              | LINEAR        |
| 195141 - | 2002 CN189             | 10 de febrer de 2002 | Socorro              | LINEAR        |
| 195142 - | 2002 CM192             | 10 de febrer de 2002 | Socorro              | LINEAR        |
| 195143 - | 2002 CS194             | 10 de febrer de 2002 | Socorro              | LINEAR        |
| 195144 - | 2002 CZ199             | 10 de febrer de 2002 | Socorro              | LINEAR        |
| 195145 - | 2002 CX200             | 10 de febrer de 2002 | Socorro              | LINEAR        |
| 195146 - | 2002 CS201             | 10 de febrer de 2002 | Socorro              | LINEAR        |
| 195147 - | 2002 CX201             | 10 de febrer de 2002 | Socorro              | LINEAR        |
| 195148 - | 2002 CM202             | 10 de febrer de 2002 | Socorro              | LINEAR        |
| 195149 - | 2002 CW206             | 10 de febrer de 2002 | Socorro              | LINEAR        |
| 195150 - | 2002 CA207             | 10 de febrer de 2002 | Socorro              | LINEAR        |
| 195151 - | 2002 CQ208             | 10 de febrer de 2002 | Socorro              | LINEAR        |
| 195152 - | 2002 CW210             | 10 de febrer de 2002 | Socorro              | LINEAR        |
| 195153 - | 2002 CG213             | 10 de febrer de 2002 | Socorro              | LINEAR        |
| 195154 - | 2002 CW215             | 10 de febrer de 2002 | Socorro              | LINEAR        |
| 195155 - | 2002 CB216             | 10 de febrer de 2002 | Socorro              | LINEAR        |
| 195156 - | 2002 CK217             | 10 de febrer de 2002 | Socorro              | LINEAR        |
| 195157 - | 2002 CZ217             | 10 de febrer de 2002 | Socorro              | LINEAR        |
| 195158 - | 2002 CG218             | 10 de febrer de 2002 | Socorro              | LINEAR        |
| 195159 - | 2002 CY222             | 11 de febrer de 2002 | Socorro              | LINEAR        |
| 195160 - | 2002 CE225             | 14 de febrer de 2002 | Bergisch Gladbach    | W. Bickel     |
| 195161 - | 2002 CA226             | 3 de febrer de 2002  | Haleakala            | NEAT          |
| 195162 - | 2002 CY226             | 6 de febrer de 2002  | Palomar              | NEAT          |
| 195163 - | 2002 CR230             | 12 de febrer de 2002 | Kitt Peak            | Spacewatch    |
| 195164 - | 2002 CJ233             | 11 de febrer de 2002 | Socorro              | LINEAR        |
| 195165 - | 2002 CT234             | 8 de febrer de 2002  | Kitt Peak            | Spacewatch    |
| 195166 - | 2002 CF235             | 12 de febrer de 2002 | Kitt Peak            | Spacewatch    |
| 195167 - | 2002 CT235             | 8 de febrer de 2002  | Socorro              | LINEAR        |
| 195168 - | 2002 CB237             | 10 de febrer de 2002 | Socorro              | LINEAR        |
| 195169 - | 2002 CN237             | 10 de febrer de 2002 | Socorro              | LINEAR        |
| 195170 - | 2002 CF240             | 11 de febrer de 2002 | Socorro              | LINEAR        |
| 195171 - | 2002 CE242             | 11 de febrer de 2002 | Socorro              | LINEAR        |
| 195172 - | 2002 CN242             | 11 de febrer de 2002 | Socorro              | LINEAR        |
| 195173 - | 2002 CZ243             | 11 de febrer de 2002 | Socorro              | LINEAR        |
| 195174 - | 2002 CF244             | 11 de febrer de 2002 | Socorro              | LINEAR        |
| 195175 - | 2002 CA246             | 15 de febrer de 2002 | Haleakala            | NEAT          |
| 195176 - | 2002 CT248             | 14 de febrer de 2002 | Haleakala            | NEAT          |
| 195177 - | 2002 CE250             | 6 de febrer de 2002  | Kitt Peak            | M. W. Buie    |
| 195178 - | 2002 CS254             | 6 de febrer de 2002  | Socorro              | LINEAR        |
| 195179 - | 2002 CR258             | 6 de febrer de 2002  | Palomar              | NEAT          |
| 195180 - | 2002 CL263             | 6 de febrer de 2002  | Kitt Peak            | M. W. Buie    |
| 195181 - | 2002 CQ263             | 7 de febrer de 2002  | Palomar              | NEAT          |
| 195182 - | 2002 CX263             | 7 de febrer de 2002  | Kitt Peak            | M. W. Buie    |
| 195183 - | 2002 CP266             | 7 de febrer de 2002  | Palomar              | NEAT          |
| 195184 - | 2002 CP267             | 7 de febrer de 2002  | Kitt Peak            | Spacewatch    |
| 195185 - | 2002 CM269             | 7 de febrer de 2002  | Kitt Peak            | M. W. Buie    |
| 195186 - | 2002 CK272             | 8 de febrer de 2002  | Anderson Mesa        | LONEOS        |
| 195187 - | 2002 CO273             | 8 de febrer de 2002  | Kitt Peak            | M. W. Buie    |
| 195188 - | 2002 CS273             | 8 de febrer de 2002  | Kitt Peak            | Spacewatch    |
| 195189 - | 2002 CD274             | 8 de febrer de 2002  | Kitt Peak            | M. W. Buie    |
| 195190 - | 2002 CR277             | 7 de febrer de 2002  | Palomar              | NEAT          |
| 195191 - | 2002 CC281             | 8 de febrer de 2002  | Kitt Peak            | M. W. Buie    |
| 195192 - | 2002 CN284             | 9 de febrer de 2002  | Kitt Peak            | Spacewatch    |
| 195193 - | 2002 CO284             | 9 de febrer de 2002  | Kitt Peak            | Spacewatch    |
| 195194 - | 2002 CF288             | 9 de febrer de 2002  | Kitt Peak            | Spacewatch    |
| 195195 - | 2002 CN288             | 10 de febrer de 2002 | Socorro              | LINEAR        |
| 195196 - | 2002 CB290             | 10 de febrer de 2002 | Socorro              | LINEAR        |
| 195197 - | 2002 CG291             | 10 de febrer de 2002 | Socorro              | LINEAR        |
| 195198 - | 2002 CH291             | 10 de febrer de 2002 | Socorro              | LINEAR        |
| 195199 - | 2002 CL291             | 10 de febrer de 2002 | Anderson Mesa        | LONEOS        |
| 195200 - | 2002 CA295             | 10 de febrer de 2002 | Socorro              | LINEAR        |